# 스카일라 그레이
스카일러 그레이(Skylar Grey, 영어 발음: /ˈskaɪlər/, 본명: Holly Brook Hafermann, 1986년 2월 23일 ~ )는 미국의 싱어송라이터이다. C'mon Let Me Ride 등의 대표곡이 있다.